# Argiolestes angulatus
Argiolestes angulatus är en trollsländeart som beskrevs av Günther Theischinger och Richards 2007. Argiolestes angulatus ingår i släktet Argiolestes och familjen Megapodagrionidae. Inga underarter finns listade i Catalogue of Life.